# Matzen (Gemeinde Matzen-Raggendorf)
Matzen ist eine Ortschaft und eine Katastralgemeinde der Gemeinde Matzen-Raggendorf im Bezirk Gänserndorf in Niederösterreich.

## Geografie
Der Ort liegt zwischen dem Weinviertler Hügelland und dem Marchfeld. Südlich von Matzen befindet sich Mitteleuropas ergiebigstes Erdölvorkommen.

## Geschichte
Die erste urkundliche Erwähnung geht auf das Jahr 1194/96 zurück, als eine Liucardis de Mocen, Gattin von Waltmann, genannt wird. Die Mazonen waren vermutlich Ministeriale in Hainburg, die hier und in Jedenspeigen über Besitz verfügten. Ihnen folgten die Babenberger nach, denn nach 1387 wird Matzen im Lehensbuch Albrechts III. verzeichnet. Lehensnehmer waren die Gebrüder von Aichenstauden, die ritterliche Familie Hauser, die Freiherren von Herberstein und derer von Fünfkirchen. Um 1700 gelangte die Herrschaft an die Grafen von Kinsky, die das Schloss aus dem 17. Jahrhundert im Jahr 1827 im Tudorstil ausgestalten ließen.
Im 14. Jahrhundert war Matzen Vikariatspfarre der Pfarre Großrußbach, ab 1560 bildete Matzen mit Groß-Schweinbarth eine Pfarre und 1784 wurde Matzen selbst zur Pfarre erhoben. Kaiser Matthias verleih dem Ort im Jahr 1615 das Marktrecht.
Am 12. März 1949 stieß man bei einer Tiefbohrung auf ein Erdölfeld Matzen, nachdem bereits 1939 die Rohölgewinnungs-Aktiengesellschaft, eine Tochter der Shell-Gruppe, mit Sondierungsarbeiten begonnen hatte, die aber kriegsbedingt unterbrochen wurden. Bis 1955 förderte man im Gebiet zwischen Bockfließ und Prottes rund 11,7 Millionen Tonnen Rohöl, wobei 63 % davon der Sowjetunion überlassen werden mussten.

## Wirtschaft
Die Rotweine aus Matzen zählen zu den Spitzenweinen Österreichs.

## Öffentliche Einrichtungen
In Matzen befindet sich ein Kindergarten, eine Volksschule, die Sport-Mittelschule, sowie eine Sonderschule.

## Persönlichkeiten
- Nikolaus Seyringer (um 1360–1425), Benediktiner, Rektor der Universität Wien und Abt von Stift Melk, wurde hier geboren